# Landschaftspark Hohenstein
Der Landschaftspark Hohenstein liegt in der Landschaft Schwansen auf dem Gebiet der Gemeinde Barkelsby in der Nähe von Eckernförde in Schleswig-Holstein. Der Park befindet sich am nördlichen Steilufer der Eckernförder Bucht. Hohenstein ist ein typischer romantischer Landschaftspark aus dem letzten Drittel des 19. Jahrhunderts. Das denkmalgeschützte Gutsensemble ist privat und nicht öffentlich zugänglich. Das gesamte Ensemble steht auf der Liste der Kulturdenkmale in Barkelsby.

## Geschichte

### Gutshaus Hohenstein

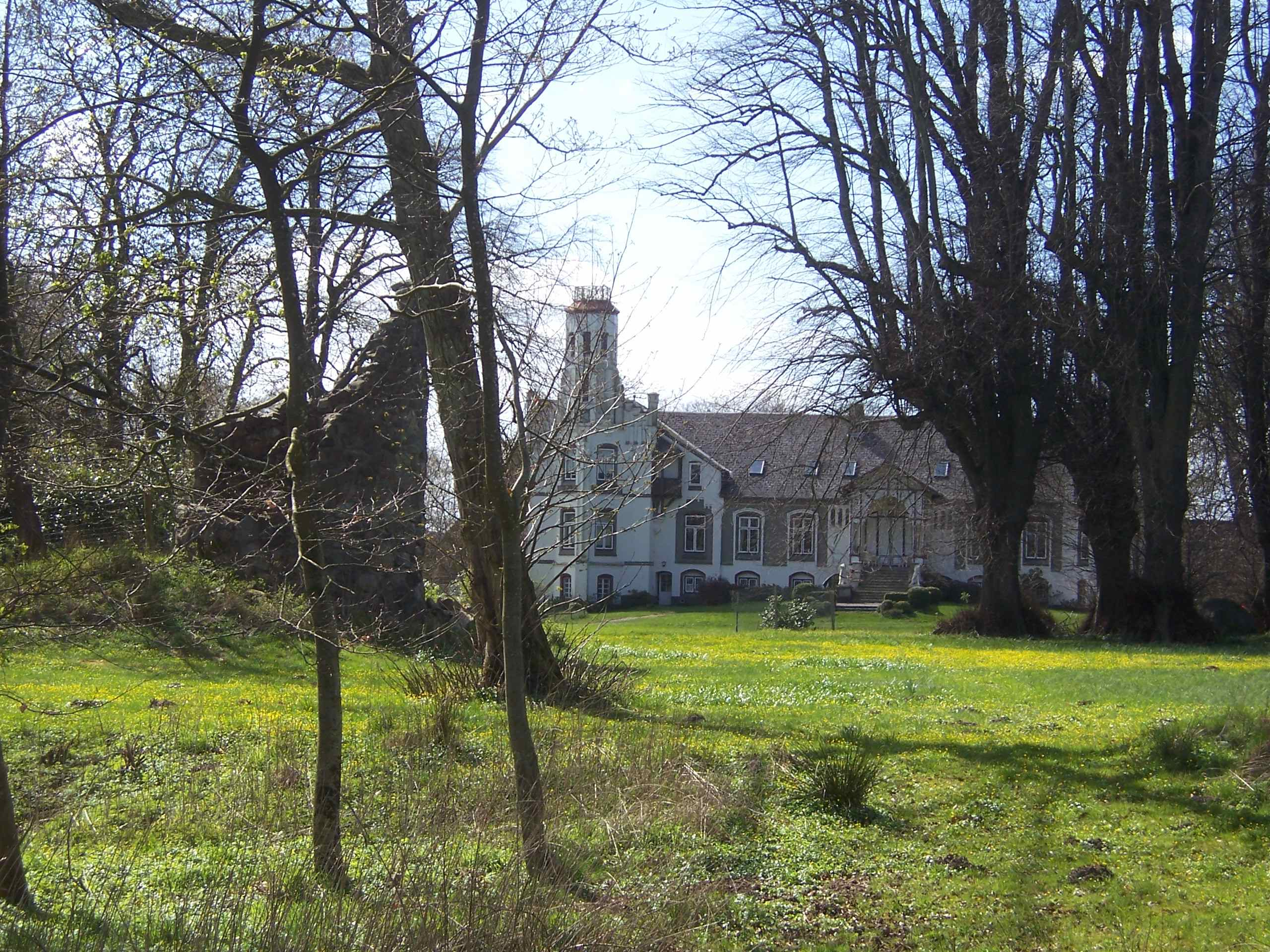
Sichtseite des Gutshauses mit künstlicher Turmruine (links) und Lindendom (rechts)

Das Gut Hohenstein war bis 1717 ein Meierhof des Gutes Hemmelmark. Anschließend gehörte es Detlev Friedrich von Rathlow († 1740). Johann Rudolph von Ahlefeldt (1712–1770) war von 1764 bis 1770 der Eigentümer. Sein jüngerer Sohn Jürgen von Ahlefeldt (1748–1823) erbte Hohenstein und verkaufte es 1794.
1802 erhielt es den Status eines Adligen Gutes und die damit verbundenen begehrten Privilegien. Anlässlich dieser Erhebung entstand das klassizistische Herrenhaus für Johann Diederich Cordes. Dieses ist nur bildlich überliefert.
1854 erwarben Theodor Milberg (1826–1868) und seine Frau Harriet, geborene Schröder, (1836–1899) den Besitz. Sie ließen das Herrenhaus erweitern und mit neogotischen Schmuckelementen und Holzschnitzereien im Schweizerstil historistisch überformen. Die Schauseite des Gebäudes ist dem Park zugewandt. Der hexagonale Turm auf der südlichen Gebäudeecke bildet einen Belvedere, von dem aus der Blick bis zur Ostsee reichte. Die östlich gelegene Freitreppe, flankiert von zwei Molosser-Hunden aus Carrara-Marmor, öffnet den Blick über den Pleasureground in die Agrarlandschaft. 1879 heiratete die früh verwitwete Harriet Milberg den Gründer und ersten Direktor der Hapag Adolph Godeffroy (1814–1893). Beide entschlossen sich zu einer aufwändigen Parkerneuerung.

## Der Gutspark
Die Gestaltung der barocken Anlage ist nicht dokumentiert. Lediglich der so genannte „Lindendom“ aus acht uralten Bäumen nordöstlich des Herrenhauses sowie eine mächtig ausgewachsene Lindenreihe im südöstlichen Parkteil sind vermutlich die letzten Dokumente dieses frühen Gartens aus dem 18. Jahrhundert. Der Hohensteiner Gutspark ist nachfolgend zweimal umgestaltet worden.

### Der erste Landschaftspark
Mit dem Umbau des Herrenhauses Mitte des 19. Jahrhunderts durch das Ehepaar Milberg beginnt die dokumentierte Gartengeschichte. Im Zuge dieser Maßnahmen ließen die Gutsbesitzer den vorhandenen Park überformen. Der Landschaftspark hatte einen Grundriss aus drei aneinandergefügten Rechtecken, die meist schematisch den Gemarkungslinien folgten. Hohe Knicks behinderten den Blick in die Umgebung. Aus dieser Zeit sind zwei Miniatur-Staffagebauten überliefert: Am ehemaligen Pleasuregrounds standen eine Schweizer Sennhütte mit weit vorkragendem Dach sowie eine künstliche Turmruine. Entlang eines begrenzenden Knicks im Osten lag bereits der Gemüse- und Obstgarten. Dieser Bereich wurde ab 1965 weitgehend aufgeforstet. Der erste Hohensteiner Landschaftspark war artenreich bepflanzt, was der zeitgenössischen botanischen Sammellust entsprach.

### Die romantischen Erweiterungen
Adolph und Harriet Godeffroy beschlossen nach ihrer Heirat 1879, den Landschaftspark aufwändig zu erneuern und zu erweitern. Diese Arbeiten waren 1883 abgeschlossen, wie ein Gedenkstein in Gestalt eines kleinen Findlings oberhalb der gestaffelten Teiche verrät. Neueste Forschungen schreiben dem Hamburger Gartenarchitekten Friedrich Joachim Christian Jürgens (1825–1903) den Entwurf zu. Den östlichen Teil des Parks öffnete er durch teilweise Niederlegung der Knicks. Richtung Süden verdoppelte er die Parkfläche bis hinab zur Eckernförder Bucht. Dort befand sich ein Badepavillon (heute Campingplatz).
Der romantische Park enthält unter anderem eine Waldlichtung, und durch die Anstauung einer Bachaue entstanden mehrere Teiche mit Insel, Wasserfall und einer Felspartie, einer so genannten „Rockery“, die eine reizvolle Seenlandschaft bilden. Auf den Fundamenten des ehemaligen Eiskellers steht ein Teehaus mit Reetdach, von dem aus sich die einzelnen Gartenpartien durch Blickachsen fächerförmig erschließen. Der Blick auf die Ostsee ist heute durch die Aufforstung des Auetals nicht mehr erlebbar.
1992 erfolgte die Unterschutzstellung des Parks und der gesamten Gutsanlage durch das Landesamt für Denkmalpflege Schleswig-Holstein.
In Hohenstein gibt es ein Gutsmuseum mit landwirtschaftlichem Gerät.